# Kandang (Sakti)
Kandang is een bestuurslaag in het regentschap Pidie van de provincie Atjeh, Indonesië. Kandang telt 192 inwoners (volkstelling 2010).